# Образование в Таджикистане
По данным историко-археологических исследований у предков таджикского народа первые школы (дабистаны и дабиристаны) появились более трех тысяч лет назад. Огромное влияние на формирование таджикской философии образования оказала Арийская культура и религия Зороастризма. В этот период утвердились единство обучения и воспитания, сформировались институты образования и профессии учителя и ученика. Древнегреческий автор Ксенофонт (445—355 гг. до н. э.) в своем историческом романе «Киропедия» («Воспитание Кира») подробно описывает постановку воспитания и обучения детей у «персов» то есть у иранских народов.

## Образование в условиях ислама
С завоеванием арабами Центральной Азии и установлением господства исламской религии происходит синтез зороастрийской и исламской философии образования. Этот синтез на начальном этапе (VIII—XI века) привел к Ренессансу таджикской науки, культуры и литературы. Таджикско-персидская философия образования дала человечеству великих гениев науки и литературы наподобие Рудаки, Фирдоуси, Ибн Сина, Омар Хайям, Саади, Хафиз, Беруни, Джами. Однако, постепенно вытесняя из образования арийско-зороастрийские традиции исламская философия образования превратила институт образования в инструмент богословия.
Религиозное исламское образование могли себе позволить только состоятельные слои населения. В Бухарском эмирате, как и в Туркестане, до присоединения к России в основном существовали два вида учебных заведений — мактабы и медресе. Мактабы являлись начальными образовательными заведениями, где дети обучались грамоте и воспитывались в духе мусульманского благочестия. Они зачастую находились при мечетях городских кварталов (гузарах) и в селениях. Мактабы строились на средства общественных пожертвований, содержались за счет прихожан или мечетей и редко — благотворителей. Учителем мактаба обычно являлся имам (настоятель) мечети. Основной доход учителей (мулло) составляли подношения родителей. Каждый окончивший курс мактаба ученик (талаба) должен был уметь читать одну или две религиозные книги, знать основные обязанности мусульманина и иметь представление о главнейших догматах ислама. Чтение книг на непонятном для учащихся арабском или книжно-персидском языке было обычно механическим; ученик заучивал на слух со слов учителя текст и произносил затем его по памяти. Неграмотность после нескольких лет обучения в мактабе была довольно обычным явлением.
Юноши, окончившие мактабы, могли продолжать свою учебу в медресе (высшая конфессиональная школа), которая продолжалась от 8 до 20 лет. Медресе ставило своей целью подготовку таких кадров духовенства, которые были бы хорошо знакомы с мусульманским богословием и правом (шариатом). По своему социальному составу студенты медресе (талибы) принадлежали к наиболее зажиточной части населения. Для окончания полного курса медресе считалось необходимым прочитать под руководством преподавателя (мударриса) установленное количество книг по различным разделам богословия и шариата; экзаменов обычно не проводилось. Окончившие полный курс обычно занимали должности казия (народных судей) или их помощников. Одни выпускники медресе получали должности имамов (настоятелей) мечетей, другие оставались при медресе, где становились затем мударрисами.:80—81

## Русско-туземные и новометодные школы
Российские власти предпринимали попытки создания системы общего и среднего профессионального образования в Туркестане. Так, на 1 января 1911 года в в Туркестане действовали 89 русско-туземных школ. Во многих русско-туземных школах края организовывались ремесленные классы. Русско-туземные школы в отличие от местных мактабов занимались по определенным программам, с учебным планом и четко составленным расписанием. Кроме того, в Туркестанском крае были созданы училища для подготовки рабочих по отдельным отраслям производства. Например, уже в 1906 г. в Туркестане было 22 железнодорожных училища.
В начале XX века из числа прогрессивной местной интеллигенции, ратовавшей за проведение реформ в школьном образовании, появилось социально-реформистское движение «джадидов» («борцов за новшество»). В Бухарском эмирате джадиды начали создавать на свои средства «новометодные школы», где наряду с богословскими предметами преподавались светские науки. Однако, они были вскоре закрыты местными властями. В свою очередь, в Туркестанском крае не было препятствий для создания местных «новометодных школ». За короткое время «новометодные школы», были открыты во многих городах края.

## Образование вТаджикской ССР
Советская власть упразднила религиозную систему образования (мактабы — начальные школы при мечетях и медресе — высшие богословские школы в крупных городах) и ввела новые школы европейского образца.
В Таджикской ССР организация просвещения была начата с ликвидации массовой безграмотности народа в школах ("ликбеза") и создания начальных школ и интернатов для детей. В 1930-е годы в республике была создана Чрезвычайная Комиссия для борьбы с неграмотностью и общество «Долой безграмотность». На первых этапах срок обучения в школах Ликбеза составлял 3 месяца, в 1939—1940 учебном году срок обучения был увеличен до 7—8 месяцев.:107—108.
В первые годы советской власти впервые в таджикском обществе в процесс образования в советских (европейских) общеобразовательные школа и школах Ликбеза были вовлечены местные девушки и женщины. Для них вначале создавались женские школы и классы.
Проблема подготовки учительских кадров решалась посредством организации учительских курсов, педагогических техникумов, подготовки учителей Таджикским институтом просвещения в г. Ташкенте и Педагогических институтов открытых в Сталинабаде (Сталинабадский педагогический институт создан в 1931 г.) и в Худжанде (Ленинабадский педагогический институт создан в 1932 г.). 
В Таджикистане дальнейшее развитие получили среднее специальное и высшее образование. В республике имелись 28 техникумов и были образованы новые высшие учебные заведения — Сельскохозяйственный институт в Худжанде в 1931 г. (в 1944 г. этот вуз был переведен в г. Сталинабад) и Медицинский институт в Сталинабаде в 1939 г. , в которых обучались 4,5 тыс. студентов.:109.

## Образование в Республике Таджикистан
В годы независимости Республики Таджикистан в результате реформ значительные изменения произошли в сфере образования. Наряду с традиционными учебными учреждениями, в сфере образования начали создаваться школы нового типа и частные гимназии. В 2011 году в республике функционировало 76 гимназий и 55 лицеев с общим количеством учащихся более 55 тысяч.
Полное среднее образование в Таджикистане включает в себя следующие ступени:
- начальная школа (1—4-й классы), первый цикл основного образования;
- среднее образование — второй цикл основного среднего образования длительностью 5 лет;
- этап полного среднего образования, открывающий доступ в высшую школу, осуществляемый в течение 2 лет в общеобразовательных средних школах (10—11-й годы обучения).

В стране функционируют школы международного уровня — Международная школа, Турецко-таджикский лицей, Американская школа с обучением на английском языке и Академия Кембриджа. Иностранные граждане в республике Таджикистан имеют право на получение образования наравне с гражданами Республики Таджикистан в соответствии с порядком, установленным законодательством Республики Таджикистан.
В 2000 году финансирования сферы образования составило 41 млн сомони; в 2011 году — 1,5 млрд сомони. 
В 1991—1992 учебном году в Таджикистане имелось 13 вузов; в 2010—2011 году — 30 вузов и 8 филиалов. Численность студентов за этот период возросла с 129 тыс. до 256 тыс. человек:172—173. По договоренности с Россией в Душанбе были открыты филиал Московского государственного университета имени М. В. Ломоносова (в 2009 году), филиал Национального исследовательского технологического университета «МИСиС» (в 2012 году) и филиал Национального исследовательского университета «МЭИ» (в 2013 году).
К высшим учебным заведениям Таджикистана относятся университеты и институты, присуждающие квалификации младшего специалиста, бакалавра, специалиста и магистра. В республике реализованы «Государственный образовательный стандарт высшего профессионального образования» и «Государственные требования к минимуму содержания и уровню подготовки студентов и государственный классификатор направлений и специальностей высшего образования».